# Boarmia suasaria
Boarmia suasaria là một loài bướm đêm trong họ Geometridae.